# 哈尔帕卢斯陨石坑
哈尔帕卢斯陨石坑（Harpalus）是月球正面位于冷海及露湾东侧的一座年轻的小撞击坑，约形成于11亿年前的哥白尼纪，其名称取自古希腊天文学家，亚历山大大帝的挚友及司库哈尔帕卢斯（约公元前四世纪），1935年被国际天文学联合会正式批准接受。

## 描述
该陨坑西侧及西北毗邻马尔可夫陨石坑和索思环形山，北面坐落了罗宾逊陨石坑及赫瑞鲍陨石坑，更小的布格陨石坑位于它的东面、西南横亘了傅科陨石坑，哈尔帕卢斯陨石坑西面濒临风暴洋北侧边缘上的露湾，而东南则绵延着巍峨的侏儒山脉。该陨坑中心月面坐标为52°44′N 43°29′W / 52.73°N 43.49°W，直径39.77公里，深度约2.22公里。
哈尔帕卢斯陨石坑位于一小射纹系统中心，外观呈边沿凹凸的不规则圆状，尤其是沿东半侧，但壁沿峻峭，清晰，几乎没有磨损和侵蚀的迹象，沿坑口环绕着一圈由喷出物构成的宽厚外壁，其中北侧外壁最突出。陨坑内侧壁分布有阶地状结构，北侧部分相对更陡峭。坑壁最大高出周边地形1030米，内部容积约1179立方千米。坑内地表大体平坦，坑底中央坐落了数座高约200-400米的小山丘。
哈尔帕卢斯陨石坑已被月球和行星观测协会（ALPO）列入《带有明亮射纹系统的撞击坑列表》)。

## 流行文化
哈尔帕卢斯陨石坑是上世纪五十年代科幻电影《登陆月球》的火箭着陆点。它是由艺术家切斯利·博尼斯戴尔作为高纬度区陨坑所选择的，并在地球低纬度地区通过镜头来模拟显示，然后，黏土模型表现的龟裂坑底（网状裂缝），引起了除切斯利·博尼斯戴尔之外所有人的反感。

## 卫星陨石坑
按惯例，最靠近哈尔帕卢斯陨石坑的卫星坑在月图上以字母标注在该坑中心点的旁边。

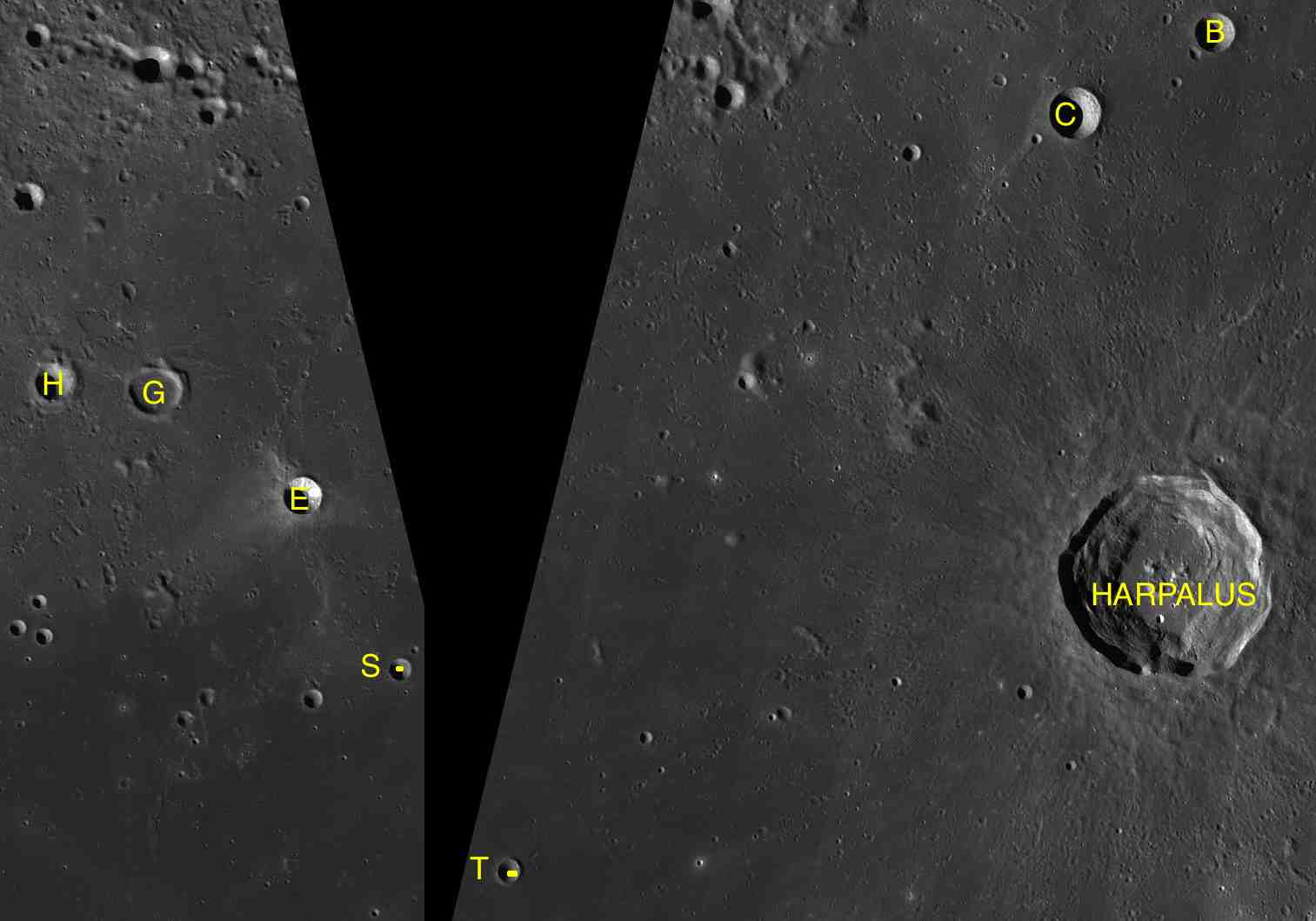
LAC-10与 LAC-11拼接图

| 哈尔帕卢斯 | 纬度    | 经度    | 直径    |
| ---------- | ------- | ------- | ------- |
| B          | 56.2° N | 43.7° W | 8 公里  |
| C          | 55.5° N | 45.1° W | 10 公里 |
| E          | 52.7° N | 50.8° W | 7 公里  |
| G          | 53.6° N | 52.3° W | 11 公里 |
| H          | 53.8° N | 53.2° W | 8 公里  |
| S          | 51.4° N | 49.9° W | 5 公里  |
| T          | 50.0° N | 49.4° W | 4 公里  |

## 另请参阅
- Jalufka, Dona A.; Koeberl, Christian. . Earth, Moon, and Planets. 1999, 85–86: 179–200. Bibcode:2001EM&P...85..179J. doi:10.1023/A:1017015931543.

- Andersson, L. E.; Whitaker, E. A. . NASA RP-1097. 1982.
- Blue, Jennifer. . USGS. July 25, 2007  [2007-08-05]. （原始内容存档于2019-12-13）.
- Bussey, B.; Spudis, P. . New York: Cambridge University Press. 2004. ISBN 978-0-521-81528-4.
- Cocks, Elijah E.; Cocks, Josiah C. . Tudor Publishers. 1995. ISBN 978-0-936389-27-1.
- McDowell, Jonathan. . Jonathan's Space Report. July 15, 2007  [2007-10-24]. （原始内容存档于2019-06-21）.
- Menzel, D. H.; Minnaert, M.; Levin, B.; Dollfus, A.; Bell, B. . Space Science Reviews. 1971, 12 (2): 136–186. Bibcode:1971SSRv...12..136M. doi:10.1007/BF00171763.
- Moore, Patrick. . Sterling Publishing Co. 2001. ISBN 978-0-304-35469-6.
- Price, Fred W. . Cambridge University Press. 1988. ISBN 978-0-521-33500-3.
- Rükl, Antonín. . Kalmbach Books. 1990. ISBN 978-0-913135-17-4.
- Webb, Rev. T. W.  6th revised. Dover. 1962. ISBN 978-0-486-20917-3.
- Whitaker, Ewen A. . Cambridge University Press. 1999. ISBN 978-0-521-62248-6.
- Wlasuk, Peter T. . Springer. 2000. ISBN 978-1-85233-193-1.